# Amphibolus markevichi
Amphibolus markevichi är en djurart som tillhör fylumet trögkrypare, och som beskrevs av Vladimir I. Biserov 1992. Amphibolus markevichi ingår i släktet Amphibolus och familjen Eohypsibiidae. Inga underarter finns listade i Catalogue of Life.